# Elga Heinzen
Elga Heinzen, née à Genève, est une artiste peintre-plasticienne et photographe suisse. 
Elle vit et travaille à Paris. 
Son œuvre est consacrée aux plis sous toutes ses formes.

## Œuvres
De 1981 à 1983, elle présente Apparences, un travail sur le vêtement, vêtements qui à force d'être portés deviennent une seconde peau, une partie de soi. Retirés, ils gardent l'empreinte du corps, pareil à ces dépouilles que certains insectes abandonnent dans la nature. Elga Heinzen exprime ensuite dans Drapeaux (1983-1985) cette fascination pour leurs couleurs claquantes, leurs plis et replis, la matière vivante comme celle des tissus de vêtements. 
En 1985, Témoins montre des personnages recouverts d'étoffes, mise à plat simultanément vu de face, de profil et des angles intermédiaires. Avec Traces en 1988, c'est dans un lit que se passent les événements les plus graves d'une existence. Naissance, sommeil, rêves, amour, maladie, et mort.
En Toscane où elle vit et travaille trois mois par an depuis plus de 20 ans, Elga Heinzen s'intéresse aux plis des paysages de Sienne et crée Terra di siena (1991). En 1994, Florescences est un travail au cœur des fleurs et en 2000, Handscapes est faite de photos montages. Elga Heinzen photographie les paumes des mains de ses modèles. En 2003 Colline Senesi représente des photos collages des colline de Sienne en Italie.
Après les photographies Blanc-Plis et Black-Light (2005), Présences, en 2008, est inspiré des grands parasols italiens sur les marchés, 
En 2010, elle produit Noix-Bijoux.

## Expositions personnelles
- 1970 : Galeria Gavina Turin, Italie
- 1973 : Galerie John Craven, Paris
- 1975 : Galerie Iris Clert, Paris
- 1977 : Galerie Iris Clert, Paris
- 1978 : Kornblee Gallery, New York, États-Unis
- 1979 : Galerie Négru, Paris
- 1980 : Kornblee Gallery, New York
- 1983 : Galerie Calart, Genève, Suisse
- 1983 : Kornblee Gallery, New York
- 1984 : The tweed museum of art, Duluth (Minnesota), États-Unis
- 1984 : Kornblee Gallery, New York
- 1985 : Galerie Blondel, Paris
- 1987 : Galerie Blondel, Paris
- 1990 : Gallery Henoch, New York
- 1991 : Wildenstein & Co, Londres
- 1996 : :Espace du Bateau-lavoir, Paris
- 1998 : Galerie Claude Lemand, Paris
- 1998 : Lipworth-Hartman Gallery, Boca Raton, Floride, États-Unis
- 2002 : Galleria Peccolo, Livourne, Italie
- 2005 : Médiathèque de Rueil-Malmaison
- 2007 : Galerie Agnès Dutko, Paris
- 2011 : Galerie La Réserve Aréa Permamnce du pli, Paris - France
- 2016 :Galerie24b Paris

## Collections
- Yale university art Gallery, New Haven (Connecticut)
- Fonds national d'art contemporain, Paris
- Frédéric R. Weisman Art foundation, Los Angeles
- Neiman-Marcus, Los Angeles
- Elektra*Records inc, New York
- Banque nationale de Paris
- Richard Brown Baker, New York
- Musée d'art et d'histoire de Genève
- Muséo M.I.D.A, Scontrone, Italie

## Monographie
- Claude Ber, Pascal Bonafoux, Elga Heinzen. Permanence du Pli, Paris, Éditions Descartes & Cie, coll. « Area », 2011, 143 p.  (ISBN 978-2-84446-193-3)